# 特拉瓦扬
特拉瓦扬（法語：Travaillan，法語發音：[tʁavajɑ̃]）是法国普罗旺斯-阿尔卑斯-蓝色海岸大区沃克吕兹省的一个市镇，属于阿维尼翁区。

## 地理
特拉瓦扬（44°10'58"N, 4°54'9"E）面积17.65 平方千米，位于法国普罗旺斯-阿尔卑斯-蓝色海岸大区沃克吕兹省，该省份为法国东南部内陆省份，北起德龙省，西北接阿尔代什省，西接加尔省，南至罗讷河口省，东南角与瓦尔省接壤，东临上普罗旺斯阿尔卑斯省。
与特拉瓦扬接壤的市镇（或旧市镇、城区）包括：凯拉讷、艾格河畔卡马雷、圣塞西尔莱维涅、塞里尼昂迪孔塔、维奥莱斯。

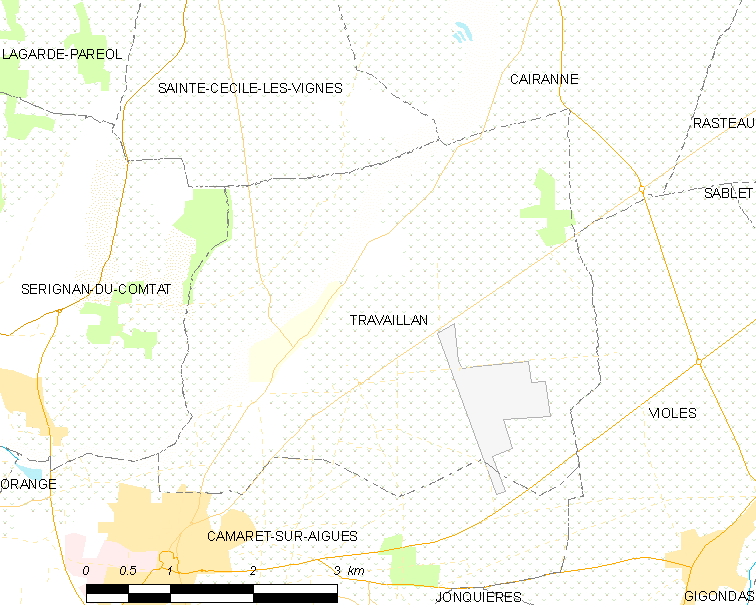
特拉瓦扬的OSM定位图

特拉瓦扬的时区为UTC+01:00、UTC+02:00（夏令时）。

## 行政
特拉瓦扬的邮政编码为84850，INSEE市镇编码为84134。

## 政治
特拉瓦扬所属的省级选区为韦松拉罗迈讷县。

## 人口

1962-2008年间特拉瓦扬人口变化图示

特拉瓦扬于2022年1月1日时的人口数量为721人。